# کمربند آلپاید

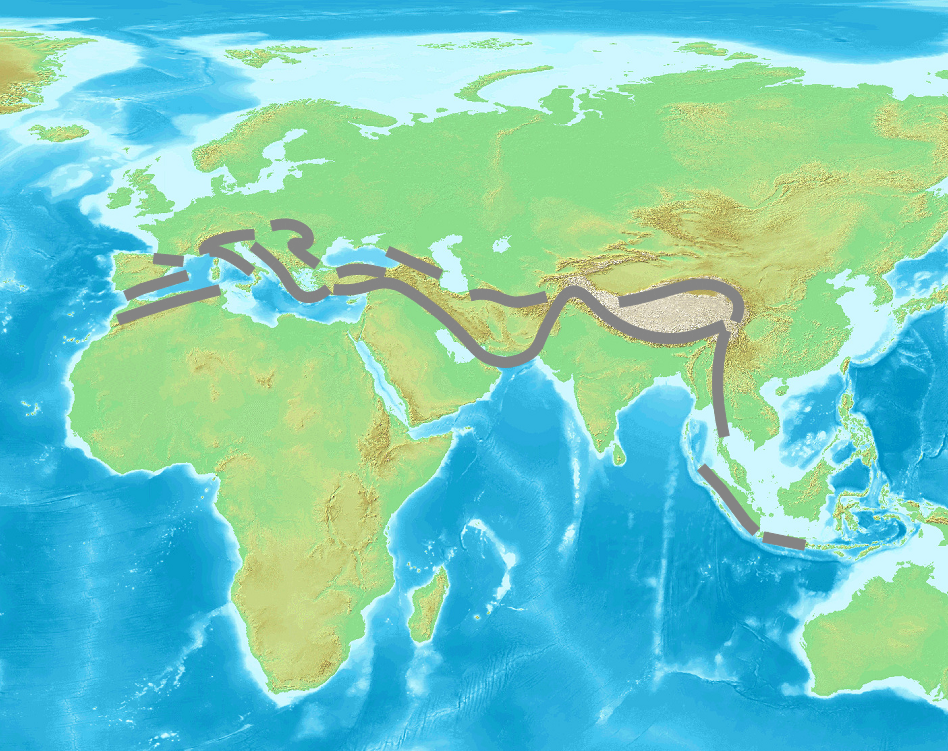
مناطق قرار گرفته در موقعیت کمربند آلپاید

کمربند آلپاید همین‌طور با نام دیگر کمربند کوه‌زایی آلپاید - هیمالیان یک کمربند زلزله‌ای کوه‌زایی شامل مجموعه رشته‌کوه‌هایی است بیش از ۱۵۰۰۰ کیلومتر در امتداد راستای حاشیهٔ جنوبی اوراسیا. کمربند آلپاید از جاوه تا سوماترا امتداد یافته و سپس از طریق هیمالیا و دریای مدیترانه از اقیانوس اطلس خارج می‌شود و در این مسیر، آلپ، کوه‌های کارپات، کوه‌های آسیای کوچک و ایران، هندوکش، هیمالیا، و کوه‌های جنوب شرق آسیا را شامل می‌شود.
منطقهٔ کمربند آلپاید، پس از حلقه آتش، دومین مکان لرزه‌ای فعال جهان می‌باشد. این کمربند فعال، دارای ۶/۵٪ از زمین‌لرزه‌های دنیا است که این میزان شامل، ۱۷٪ از بزرگ‌ترین (قدرتمندترین) زمین‌لرزه‌های دنیا می‌باشد. کمربند آلپاید از منطقه جاوه تا شمال اقیانوس اطلس و از سمت هیمالیا تا جنوب اروپا گسترش یافته‌است.
این کمربند زلزله حاصل صفحات تکنوتیکی یا همان زمین‌ساخت صفحه‌ای همچون کوه‌زایی آلپی است که حاصل آخرین محصور شدگی دوران‌های میانه‌زیستی و نوزیستی توسط اقیانوس تتیس و برخورد با صفحه آفریقا، صفحه عربستان، صفحه هند و در نهایت، صفحه اوراسیا می‌باشد که در حال حرکت به سمت شمال بوده‌اند. کشور اندونزی به محاذات حلقه آتش در اقیانوس آرام و در مجاورت گینه نو، جنوبی‌ترین بخش کمربند آلپاید را تشکیل می‌دهند که در همین امتداد و راستا، به کشورهایی همانند سوماترا، جاوه، جزایر سوندای کوچک هم ختم می‌شود. زمین‌لرزه و سونامی ۲۰۰۴ اقیانوس هند با مقیاس بزرگای گشتاوری ۹/۱ یکی از بارزترین حوادث اتفاق‌افتاده در کمربند لرزه‌ای آلپاید است.